# Бринковянський монастир
Бринковянський монастир ( рум. Mănăstirea Brâncoveanu) або Монастир Симбета-де-Сус, рум. Mănăstirea Sâmbăta de Sus) - монастир у Румунії . Заснований у 1696 - 1701 роках господарем Валахії Костянтином Бранковіану на основі монастирського скиту на цьому місці з початку 17 століття.

## Історія
Є свідчення того, що на початку XVII століття у цьому районі практикувалося скитське чернецтво. Село Симбета-де-Сус та прилеглі землі перейшли у володіння сім'ї Бринковяну у 1654 році. Костянтін Бринковяну, господар Валахії, побудував кам'яну та цегляну церкву на місці старішої дерев'яної близько 1696 року, а монастир був заснований у 1701 році. Багато в чому це робилося задля зміцнення православної присутності в регіоні та захисту від посягань католицизму, що стало нагальною проблемою після 1683 року та зміцнення влади Габсбургів над Трансільванією. Одночасно зі створенням монастиря було засновано Румунську греко-католицьку церкву, через яку Габсбургська влада намагалася поставити всіх православних накатолицький шлях. Бринковяну також заснував школу для секретарів, майстерню фрескового живопису та невелику друкарню на території монастиря  .

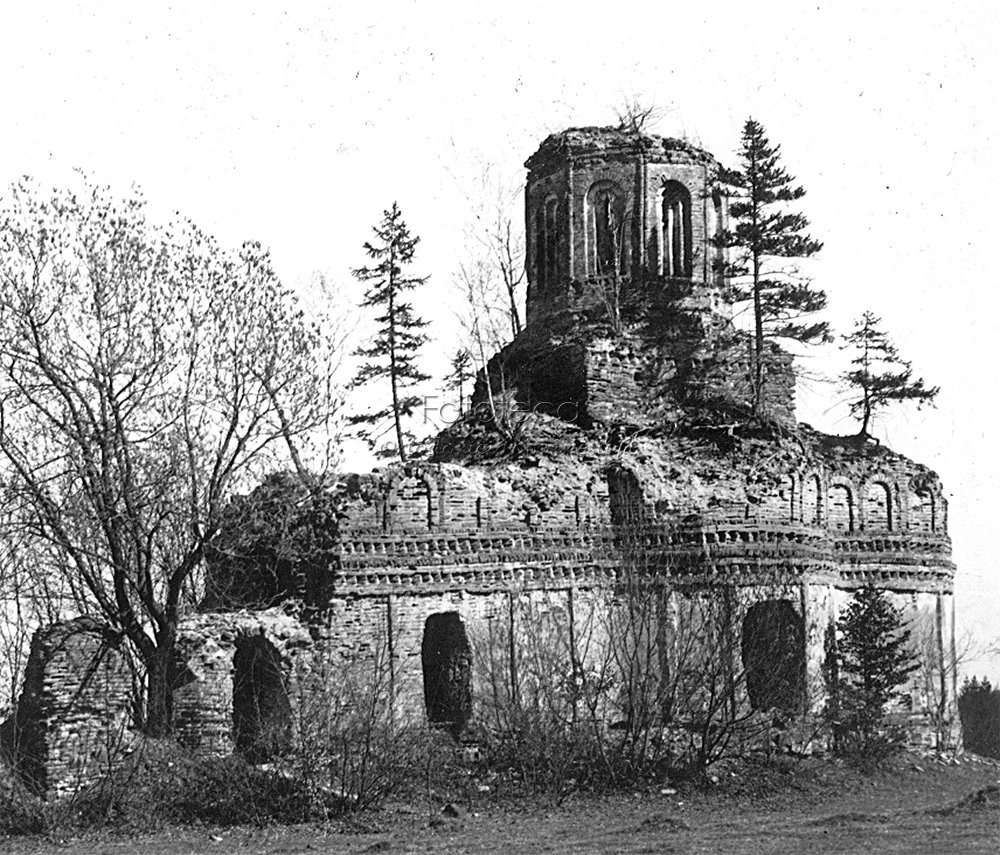
архітектура оригінальної церкви 1696 р., фото 1899 р.

Протягом XVIII століття на ченців чинився тиск, для того, щоб вони прийняли унію з Римом. В 1761 Адольф фон Букков, губернатор Трансільванії, наказав знищити всі православні монастирі, що знаходяться під його юрисдикцією. Самбата-де-Сус був врятований, ймовірно, після втручання сім'ї Бринковяну. Його престиж зростав, оскільки він залишався єдиним православним монастирем у повіті Фегераш. Позолочені внутрішні фрески були написані 1766 року. З 1772 по 1802 Бринковяну втратили контроль над власністю через несплату боргу, що полегшило її знищення. Греко-католицький єпископ Григорій Майор наполягав на його придушенні, оскільки його ченці не лише відмовилися перейти в уніатство, а й закликали місцевих жителів не робити цього. У 1782 року наказ імператорського двору у Відні ухвалив, що це монастирі, жителі яких вели життя лише споглядання, мають бути розпущені. Незважаючи на благання Бринковяну, монастир був зруйнований у листопаді 1785 року. Церква була сильно пошкоджена, хоч і не зруйнована, і ченці, швидше за все, пішли до Волощини.
У 1922 році, після об'єднання Трансільванії з Румунією та подальшої земельної реформи, румунський уряд передало власність сім'ї Бринковяну Сибіуської архієпископії. Архієпископ Сибіуський та митрополит Трансільванський Миколай (Белан) вирішив відновити монастир. Роботи розпочалися у 1926 році, а відновлена церква та інші споруди були освячені у 1946 році. Пішов ряд подальших реставрацій, що завершилися в 1993 . Монастир класифікований як історична пам'ятка Міністерством культури та у справах релігій Румунії. Крім того, як такі перераховані три окремі об'єкти нерухомості: церква, прибудови та парк  .

## Настоятелі
- Протосінкелл Арсеній (Бока) (1940-1944)
- Архімандрит Серафим (Попеску) (1944-1954)
- Архімандрит Іоанн (Діну) (1955-1971)
- Архімандрит Венімін (Тохеняну) (1971-1993)
- Архімандрит Іриней (Дувля) (1993-2000)
- Архімандрит Іларіон (Урс) (2000-2015)
- Архімандрит Афанасій (Роман) (з 25 червня 2015)